# Дорман, Олег Вениаминович
Оле́г Вениами́нович До́рман (род. 16 марта 1967, Москва) — российский кинорежиссёр, сценарист, переводчик.

## Биография
Родился в Москве 16 марта 1967 года. В 1983 году не прошёл по возрасту в мастерскую Марлена Хуциева (ВГИК) и поступил на заочное отделение в сценарную мастерскую С. Лунгина и Л. Голубкиной. После службы в армии поступил в мастерскую Марлена Хуциева и закончил её в 1993 году.
Работал ассистентом по монтажу и помощником режиссёра на Киностудии им. М. Горького. Опубликовал радиопьесы, переводы англоязычной прозы и драматургии, а также статьи о кино. Перевёл мастер-класс Кшиштофа Кесьлёвского (издательство «Киноцентр» и «Интерньюс») и статьи о нём (К. Занусси «Прощай», Х. Вайнштейн «Выпить и закурить в Лос-Анджелесе»).
В «Иностранной литературе» № 5, 2012 г. — перевод рассказа П. Гэллико «Верна».
Соавтор музыки к фильму Марлена Хуциева «Бесконечность» (1991).
Автор (в конце 1980-х — начале 1990-х) рекламных фильмов.
С 2000 по 2013 гг. вёл мастерскую драматургии (с Л. Голубкиной)  и занятия с режиссёрами на Высших курсах сценаристов и режиссёров.
С 2013 г. ведёт мастерскую драматургии в Московской школе нового кино и занятия в других киношколах
Лауреат премии «Человек года» Федерации Еврейских общин России в номинации «Телевидение» (2010).

## Спецприз «ТЭФИ»
25 сентября 2010 года отказался от спецприза Академии российского телевидения «ТЭФИ», указав в открытом письме, зачитанном со сцены Михайловского театра, где проходила церемония «ТЭФИ»:

«Среди членов Академии, её жюри, учредителей и так далее — люди, из-за которых наш фильм одиннадцать лет не мог попасть к зрителям. 

Люди, которые презирают публику и которые сделали телевидение главным фактором нравственной и общественной катастрофы, произошедшей за десять последних лет. Кто-то сеет и печёт для нас хлеб, кто-то проводит жизнь в шахте, в море, или на военной службе, или в торговом ларьке. На людях образованных, думающих, лежит ответственность перед теми, кто не столь образован и не посвятил себя духовной деятельности. Получив в руки величайшую власть, какой, увы, обладает у нас телевидение, его руководители, редакторы, продюсеры, журналисты не смеют делать зрителей хуже. Они не имеют права развращать, превращать нас в сброд, в злую, алчную, пошлую толпу. У них нет права давать награды „Подстрочнику“. Успех Лилианны Зиновьевны Лунгиной им не принадлежит». —  Олег Дорман
 Организаторы «ТЭФИ» решили передать награду телеканалу «Культура», который транслировал фильм. 

## Фильмография
- 1984 — «Медный ангел» (Эрнесто)
- 1988—1989 — «Этюд освещения» (игровой; диплом ВГИКа, посвящён Жоржу Мельесу)
- 1990 — «Вспоминая Раневскую» (док., «Экран», 2 серии, совм. с А. Габриловичем)
- 1991 — «Мой друг — стукач» (док.)
- 1995 — «Желание знать» (док.)
- 1995 — «Евгений Агранович: победитель» (док.)
- 1996 — «Свой голос» (док., 2 серии)
- 1997 — «Дневник прогульщика» (док., 5 серий)
- 2003 — «Иосиф Бродский. Полтора кота» (второй режиссёр)
- 2007 — «Рэбе в аэропорту» (док.)
- 2008 — «Подстрочник» (док., 15 серий, в производстве с 1997 года)
- 2012 — «Нота» (док., посвящён Рудольфу Баршаю)

Частично эти, а также другие киноработы Олега Дормана размещены на youtube-канале.

## Переводы
- Переводы прозы и пьес Вуди Аллена (в сборниках «Шутки Господа», «Риверсайд Драйв», «Без перьев», «Побочные эффекты», «Сводя счёты» издательства «Corpus»).

- 2015 «Белая гусыня» Пола Гэллико с иллюстрациями Р. Рудницкого[7].

- 2015 «Верна» Пола Гэллико с иллюстрациями Р. Рудницкого[8].
- 2018 «Снежинка» Пола Гэллико с иллюстрациями Р. Рудницкого[8].
- 2020  Пьеса Э.Кормана "Крамер  против Крамера" https://theatre-library.ru/files/k/corman_avery/corman_avery_11374.pdf.

## Семья
- Дорман, Вениамин Давыдович (1927—1988) — отец, советский кинорежиссёр, киносценарист.